# Franco Cerri

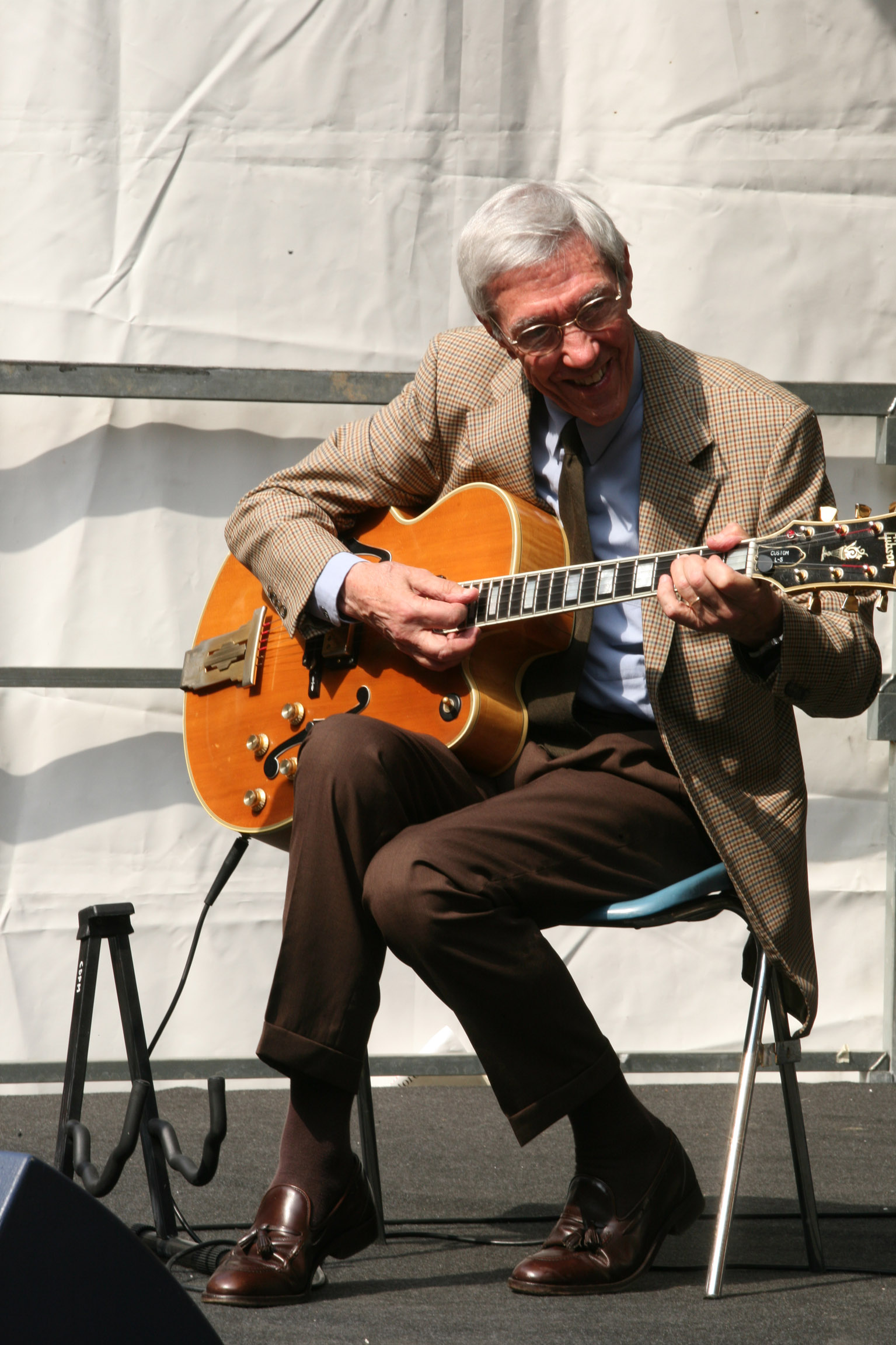
Franco Cerri (2008)

Franco Cerri (*  29. Januar 1926 in Mailand; † 18. Oktober 2021 ebenda) war ein italienischer Jazzgitarrist und Fernsehmoderator. Er galt als „bester italienischer Gitarrist“ und wurde sogar als der „beste Gitarrist, den der europäische Jazz hervorgebracht hat“, bezeichnet.

## Leben und Wirken
Cerri, der als Jugendlicher mit dem Gitarrespiel begann und zunächst mit dem Pianisten Giampiero Boneschi den Jazz erkundete, begann 1945 mit Gorni Kramer sowie Bruno Martelli, Franco Mojoli, Carlo Zeme und dem Cetra Quartet seine Karriere. 1949 begleitete er Django Reinhardt. In den 1950ern spielte er mit Chet Baker und Gerry Mulligan ebenso wie mit Billie Holiday und Lee Konitz. Auch bildete er sein eigenes Quartett, das im Modern Jazz verankert war und in dem Dado Moroni bekannt wurde.
In den 1960er Jahren spielte er regelmäßig in den Fernsehsendungen Buone Vacanze und Jazz Primo Amore; auch hatte er bei RAI eigene Sendungen wie Fine serata da Franco Cerri, wo er unter anderem Mina begleitete. Insgesamt war er Gastgeber in mehr als 600 Fernsehsendungen. In seinen Combos arbeiteten Musiker wie Gianluigi Trovesi, Tullio De Piscopo, Pino Presti und Flavio Ambrosetti. In den 1970er Jahren spielte er auch mit Barney Kessel und mit Tony Scott. Ab 1980 arbeitete er mit dem Pianisten Enrico Intra zusammen, mit dem er auch Musica Oggi als Gesellschaft zur Förderung des Jazz gründete, die Jazzkurse Civici Corsi di Jazz di Milano veranstaltete und zahlreiche Alben einspielte.
1982 schrieb er gemeinsam mit dem klassischen Gitarristen Mario Gangi für das Verlagshaus Fabbri einen Gitarrenkurs in 60 Lektionen, der die fünfte Auflage erreichte. Gemeinsam mit Paolo Cattaneo und Giovanni Monteforte verfasste er das Lehrbuch Chitarra Jazz - sviluppi - approcci - esperienze (1993 bei Ricordi).
2006 zeichnete ihn Carlo Azeglio Ciampi wegen seiner Verdienste um die Musik Italiens mit dem Verdienstorden der Italienischen Republik aus und ernannte ihn zum Commendatore della Repubblica. Am 18. Oktober 2021 starb Franco Cerri im Alter von 95 Jahren.

## Diskographische Hinweise

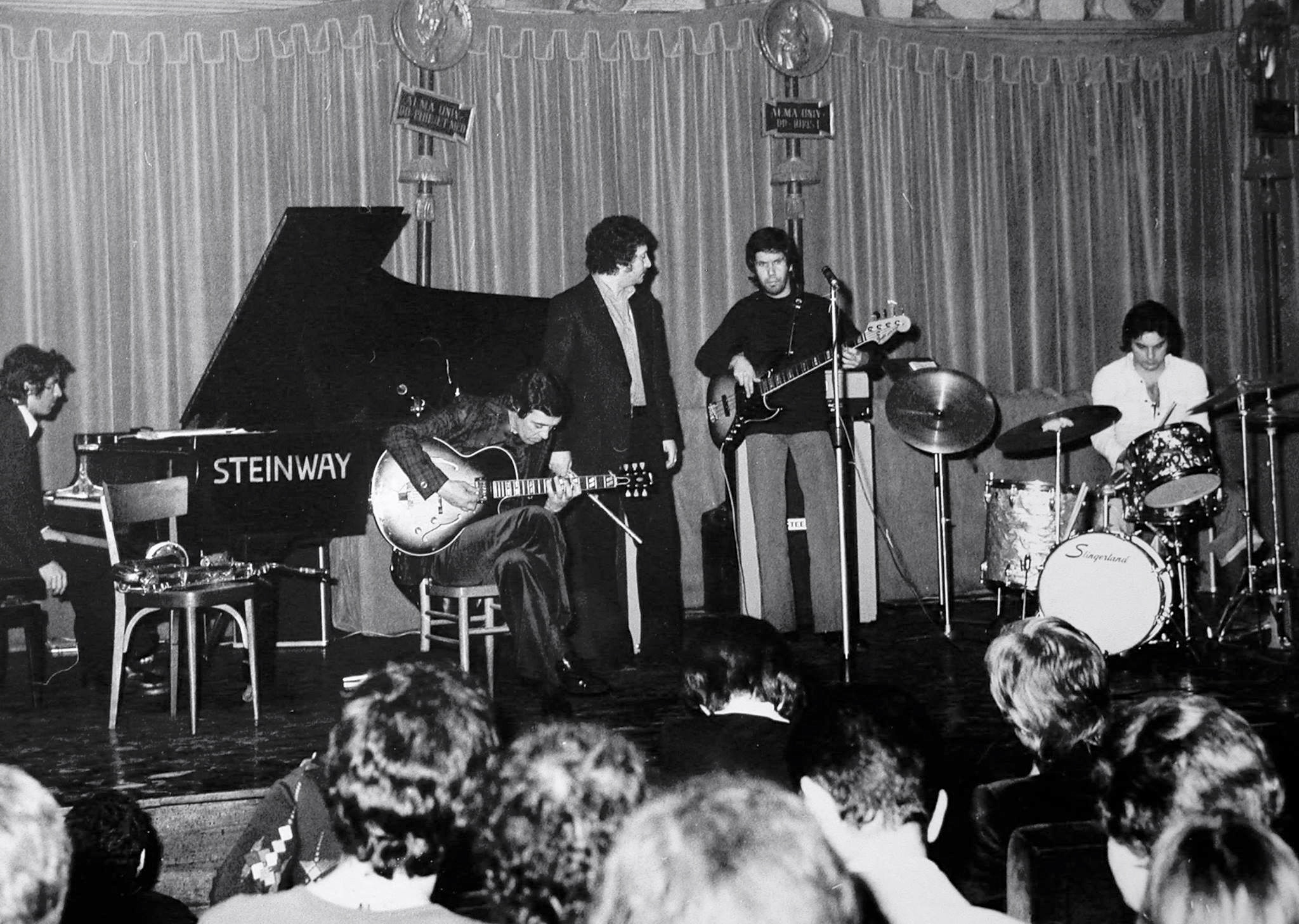
Franco Cerri quintet 1973:
Nando De Luca, Franco Cerri, Giorgio Baiocco, Pino Presti, Tullio De Piscopo

- Jazzin' With Cerri (Fox, 1958) EP, mit Gianni Cazzola
- Franco Cerri and his European Jazz Stars (mit Lars Gullin, Flavio Ambrosetti, George Gruntz, Karl Theodor Geier, Pierre Favre, 1959)
- Bossa Nova (Columbia, 1963)
- Franco Cerri (Columbia, 1964)
- La Sera A Casa Con Te (CGD, 1965)
- 12 Bacchette per una chitarra (JGTA, 1966) Jazzband mit Streichorchester
- Franco Cerri Quartet: Jazz 6 (Dire, 1970)
- Metti una sera Cerri (LPM, 1973),  mit Nando De Luca, Giorgio Baiocco, Pino Presti, Tullio De Piscopo
- Omaggio a Bill Evans (1981), mit Enrico Intra, Lucio Terzano
- Franco Cerri & Gianni Basso Take the A Train (2006), mit Luciano Milanese
- Just Smile (2006), mit Renato Sellani, Matteo Brancaleoni, Gianni Basso, Fabrizio Bosso, Massimo Moriconi, Stefano Bagnoli
- Bossa with Strings (2011)
- Cerrimedioatutto (MAP, 2011)

## Lexikalische Einträge
- Leonard Feather, Ira Gitler: The Biographical Encyclopedia of Jazz. Oxford University Press, New York 1999, ISBN 0-19-532000-X.